# Harold Acton
Harold Acton (Sir Harold Mario Mitchell Acton, CBE (5. července 1904, Florencie – 27. února 1994, Florencie) byl britský spisovatel, historik a estét. Byl prominentním členem skupiny The Bright Young Things. Psal beletrii, biografii a autobiografii. Během svého pobytu v Číně studoval čínský jazyk, tradiční čínské drama a poezii. Některé práce i překládal. Acton byl dekorován Řádem britského impéria (CBE) v roce 1965 a povýšen do šlechtického stavu v roce 1974. Britský institut ve Florencii, důležité centrum anglo-florentského kulturního života od roku 1917, přejmenoval své sbírky na „Knihovnu Harolda Actona“.

## Životopis

### Dětství
Acton se narodil do prominentní anglo-italsko-americké rodiny baronetů. Vyrostl domě Villa La Pietra, v domě rodičů, jednu míli za hradbami Florencie. Tvrdil, že jeho prapradědeček byl Commodore Sir John Acton, 6. baronet (1736–1811), který se oženil se svou neteří Mary Anne Acton a který byl premiérem Neapole za vlády Ferdinanda I. Neapolsko-Sicilského a jeho prapradědeček byl Sir John Francis Edward Acton (1736–1811). Nebyla to ovšem pravda, ve skutečnosti Harold Acton byl synem bratra Sira Johna Actona, generála Josepha Edwarda Actona (1737–1830). Oba tito bratři sloužili v Itálii a pocházejí z rodiny Shropshir z Actons.

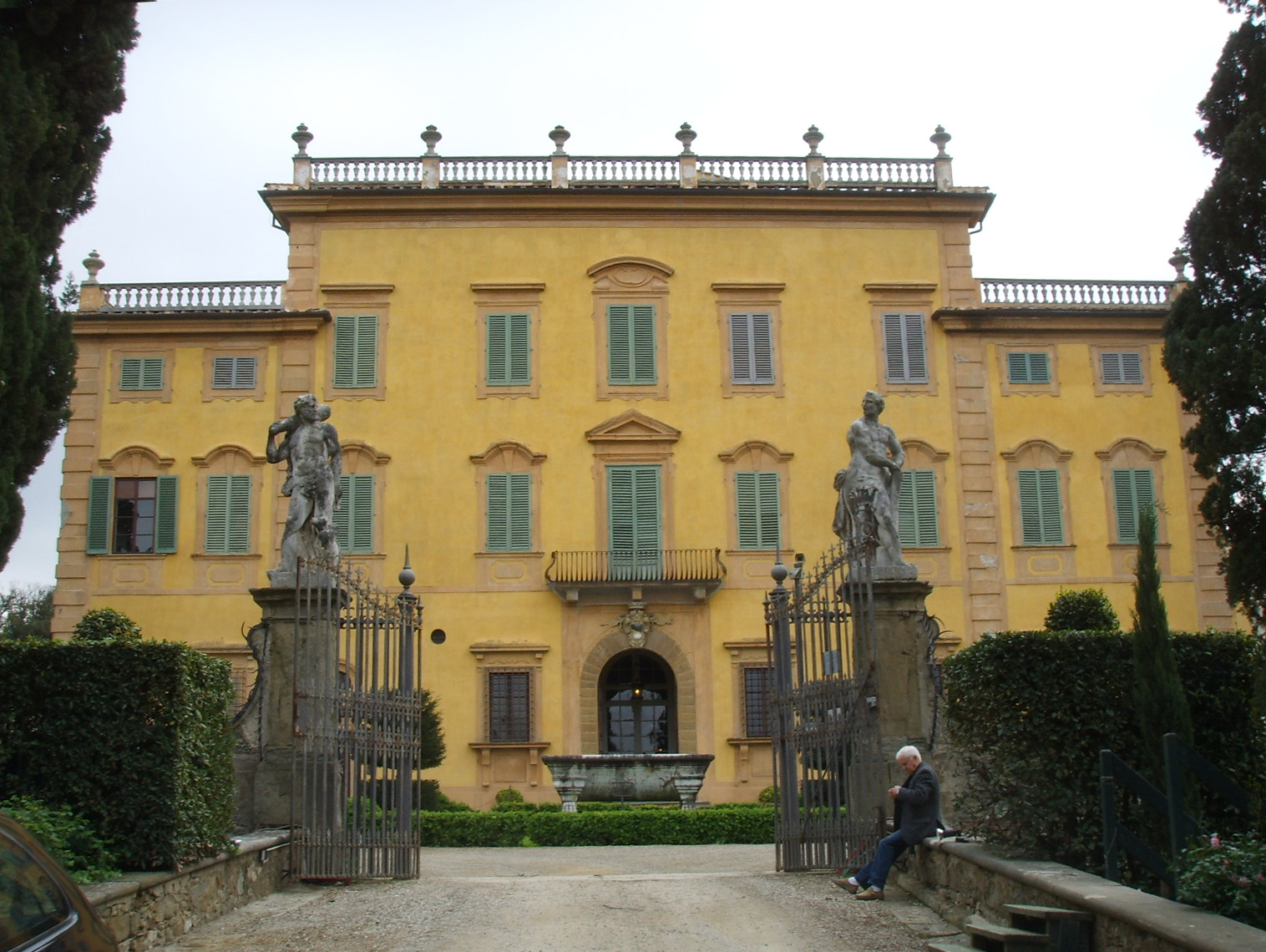
Villa la Pietra, rodný dům Harolda Actona a jeho bratra Williama

Jeho otec byl úspěšný sběratel a obchodník s uměním Arthur Acton (1873–1953), nemanželský syn Eugena Arthura Rogera Actona (1836–1895), poradce egyptského ministra zemědělství a obchodu. Jeho matka Hortense Lenore Mitchell (1871–1962) byla dědičkou Johna J. Mitchella, prezidenta Illinois Trust and Savings Bank, člena Federální poradní rady a správce Art Institute of Chicago (1908–1909). Arthur Acton se setkal s Hortense v Chicagu a zároveň pomáhal navrhnout italský vzhled nové budovy banky v roce 1896. Mitchellovo bohatství umožnilo Arthurovi Actonovi koupit pozoruhodnou budovu „Villa La Pietra“ na kopci nedaleko Florencie, kde Harold Actona jeho bratr William prožili velkou část svého života. Jediný moderní nábytek ve vile byl v dětském pokoji a ten byl zlikvidován, když děti vyrostly. (Haroldův mladší bratr William se narodil v roce 1906).

### Vzdělání
Wlliam se nejprve vzdělával na soukromé škole slečny Penroseové ve Florencii. V roce 1913 ho rodiče poslali na přípravnou školu „Wixenford Preparatory School“ ve Wixenfordu poblíž Readingu v jižní Anglii, kde byl jeho spolužákem Kenneth Clark, budoucí britský politik a historik. V roce 1916 z důvodu první světové války nebylo bezpečné cestovat do Anglie a tak byli Harold a jeho bratr v září posláni do „Chateau de Lancy“, mezinárodní školy poblíž Ženevy. Na podzim roku 1917 odcestoval Harold do Kentu připravovat se na Eton, kam nastoupil 1. května 1918. Mezi jeho spolužáky v Etonu patřili Eric Arthur Blair, budoucí spisovatel George Orwell, Cyril Connolly, Robert Byron, Alec Douglas-Home, Ian Fleming, Brian Howard, Oliver Messel, Anthony Powell, Steven Runciman a Henry Yorke (budoucí romanopisec Henry Green). Acton se stal zakládajícím členem „Eton Arts Society“ a jedenáct jeho básní se objevilo v „The Eton Candle“, upravil je jeho přítel Brian Howard.
Z Etonu odešel dále studovat na Oxfordu, na kolej „Christ Church“. Věnoval se studiu filozofie, politiky a ekonomiky. Byl spoluzakladatelem avantgardního časopisu „Oxford Broom“. Přátelil se s mnoha intelektuálními a literárními osobnostmi té doby, včetně spisovatele Evelyna Waugha, který vytvořil postavu Anthonyho Blanche v knize Brideshead Revisited (Návrat na Brideshead), (česky vyšlo pod názvem Nečekaný návrat v letech 1948 a 1974) částečně na jeho osobě. Mezi válkami žil Acton v Paříži, Londýně a Florencii. Byl uznávaným historikem, jeho magnum opus (mistrovské dílo) je třísvazková studie historie rodu Medicejů a Bourbonů.

## Osobní život
Acton byl katolík , jeho kulturní a historická oddanost církvi zůstala po celý život nezměněna. Actonovo jméno je zmiňováno na petici předložené v Římě v roce 1971 britskou kulturní elitou, která požadovala, aby v Anglii nebyl zrušen tradiční latinský obřad mše. Jeho matka Hortense Lenore Mitchell, dominující osobnost jeho života, která žila až do věku 90 let, mu život neusnadňovala ale přesto zůstal oddaným a obdivujícím synem.
Acton byl prominentním členem skupiny Bright Young Things v Londýně 20. let 20. století.

## Poslední roky
Po Actonově smrti, v odpovědi na článek v časopise, který spekuloval jak o pravděpodobné sebevraždě Actonova bratra, tak o Actonově homosexualitě, autor A.N .Wilson poznamenal: „Nazývat ho homosexuálem by znamenalo nepochopit celou podstatu jeho bytí“ a že „on byl spíše asexuální než cokoli jiného“. Článek amerického spisovatele Davida Planteho popsal Actonovo působení v Oxfordu jako „dandy“, ale poznamenal, že zatímco v Číně během 30. let 20. století Actonova záliba pro chlapce vedla k utajovanému vládnímu dokumentu, který ho popisoval jako „skandálního zhýralce“, „a zamezil možnosti jeho další služby v tamních zpravodajských službách po vypuknutí války. Plante také popsal mladé muže, které Acton vítal v La Pietra, včetně Alexandra Zielckeho, německého fotografa a umělce, který byl Actonovým milencem posledních pětadvacet let jeho života.

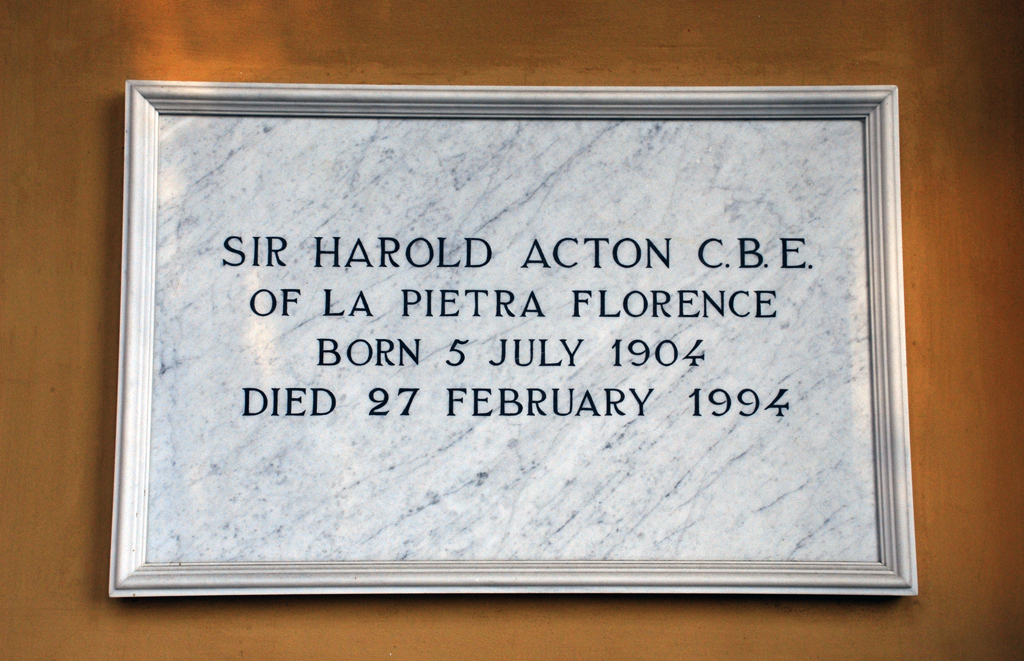
Pamětní deska na hřbitově Cimitero Evangelico Agli Allori, Florencie

Acton zanechal majetek a sbírku své rodiny New York University. Přál si aby byl majetek použit k vytvoření místa setkávání studentů, učitelů a hostů, kteří by zde mohli studovat, učit se, psát a dělat výzkum a aby místo sloužilo jako centrum mezinárodních programů. Po jeho smrti testování DNA potvrdilo existenci nevlastní sestry narozené mimo manželství, jejíž dědici se obrátili na soud, aby napadli Actonův odkaz 500 milionů dolarů New York University.
Acton byl pohřben vedle svých rodičů a bratra v římskokatolické části Cimitero Evangelico degli Allori na jižním předměstí Florencie.

## Literární dílo
Actonova nehistorická díla zahrnují čtyři svazky poezie, tři romány, dvě novely, dva svazky povídek, dva svazky autobiografie a monografii jeho přítelkyně Nancy Mitfordové, která byla jeho současníkem. Mezi jeho historická díla patří The Last Medici, studie rodu Mediciho a dva velké svazky o rodu Bourbonů, vládců Neapolského království v 18. a na počátku 19. století.
- Aquarium, Londýn, Duckworth, 1923
- An Indian Ass, Londýn, Duckworth, 1925.
- Five Saints and an Appendix, Londýon, Holden, 1927.
- Cornelian, Londýn, The Westminster Press, 1928.
- Humdrum, Londýnon, The Westminster Press, 1928.
- The Last of the Medici, Florence, G. Orioli, 1930.
- This Chaos, Paříž, Hours Press, 1930.
- The Last Medici, Londýn, Faber & Faner, 1932.
- Modern Chinese Poetry (spolu s Ch'en Shih-Hsiang), Duckworth, 1936.
- Famous Chinese Plays (spolu s L.C. Arlington), Peiping, Henri Vetch, 1937.
- Glue and Lacquer: Four Cautionary Tales (spolu s Lee Yi-Hsieh), Londýn, The Golden Cockerel Press, 1941.
- Peonies and Ponies, Londýn, Chatto & Windus, 1941; rpr. Oxford in Asia paperbacks. Hong Kong; New York: Oxford University Press, 1983.
- Memoirs of an Aesthete, Londýn, Methuen, 1948.
- Prince Isidore, Londýn, Methuen, 1950.
- The Bourbons of Naples (1734–1825), Londýn, Methuen, 1956.
- Ferdinando Galiani, Řím, Edizioni di Storia e di Letteratura, 1960.
- Florence (with Martin Huerlimann), Londýn, Thames & Hudson, 1960.
- The Last Bourbons of Naples (1825–1861), Londýn, Methuen, 1961.
- Old Lamps for New, Londýn, Methuen, 1965.
- More Memoirs of an Aesthete, Londýn, Methuen, 1970.
- Tit for Tat, Londýn, Hamish Hamilton, 1972.
- Tuscan Villas, Londýn, Thames & Hudson, 1973.
- Nancy Mitford: a Memoir, Londýn, Hamish Hamilton, 1975.
- The Peach Blossom Fan (with Ch'en Shih-Hsiang), Berkeley, University of California Press, 1976.
- The Pazzi Conspiracy, Londýn, Thames & Hudson, 1979.
- The Soul's Gymnasium, Londýn, Hamish Hamilton, 1982.
- Three Extraordinary Ambassadors, Londýn, Thames & Hudson, 1984.
- Florence: a Travellers' Companion ( spolu s Edwardem Chaneym), Londýn, Constable, 1986.

#### Hlavní zdroje
- Martin Green, 2008 [1977], Children of the Sun: A Narrative of „Decadence“ in England After 1918, Mount Jackson, VA, USA: Axios Press, ISBN 1604190019, viz  or . [A book in which Acton features very prominently. For his relationship to villa La Pietra, viz s. 1–8, 94–117, 220, 393–395 a 425f. For his early education, viz s. 11, 79, 103 a 115f. For his time at Eton, viz s. 98f, 127–182 a 256. For his time at Oxford, viz s. 2ff, 11, 20, 82, 117, 155, 163–195, 201, 227, 305 a 464. For his experiences in World War II, viz s. 333–355 a 367. For his parents Arthur and Hortense, viz s. 6, 102–114, 338 a 385f.]
- Charlotte Eagar, 2011, „The house of secrets and lies,“ The Sunday Times (magazine, online), 3 July 2011, viz  Archivováno 29. 5. 2015 na Wayback Machine.. Subtitle: „The art dealer Arthur Acton's love affair with an Italian beauty led to an illegitimate child, two exhumed bodies and a long-running, vicious feud.“
- Alan Pryce-Jones, 1994, „Obituary: Sir Harold Acton,“ The Independent (online), 28 February 1994, viz .
- D. J. Taylor, 2007, Bright Young People: The Lost Generation of London's Jazz Age, New York, NY, USA: Macmillan-FSG, ISBN 0374116830, . [viz s. 21–31, 68, 74–77, 83–88, 127, 140ff, 150, 163–166, 171–179, 189–205, 216–218, 231, 257, 279–288, 311–315.]
- Luca Baratta, (2020), «Evoking the Atmosphere of a Vanished Society»: la Firenze fantasmatica di Sir Harold Acton in The Soul’s Gymnasium (1982)’, Mediazioni. Rivista online di Studi Interdisciplinari su Lingue e Culture, 27, pp. A139-A165.

#### Archivní zdroje
- Harold Acton Papers, 1904–1994
- Harold Acton Correspondence with Ruth Page and Thomas H. Fisher, 1948–1952 Archivováno 7. 8. 2011 na Wayback Machine.
- Harold Mario Mithcell Acton Autograph Letter Signed: Florence, to Herbert Cahoon, 1961 June 18
- Robin McDouall Papers, circa 1933–1980

#### Různé další prameny
- Edward Chaney, „Sir Harold Acton“, Oxford Dictionary of National Biography, 2004.
- Edward Chaney and Neil Ritchie, Oxford, China and Italy: Writings in Honour of Sir Harold Acton, Florence-London, 1984.
- Jean-Marie Thiébaud, „Une famille bisontine d'origine anglaise : les Acton“, Procès-verbaux et Mémoires de l'Académie de Besançon et de Franche-Comté, Besançon, 1987.
- Christopher Hollis, Oxford in the Twenties (1976).